# Standesherrschaft Muskau
Die Standesherrschaft Muskau war die größte der vier Oberlausitzer Standesherrschaften. Geografisch gesehen deckte sie einstmals den gesamten nordöstlichen Teil der Oberlausitz ab.

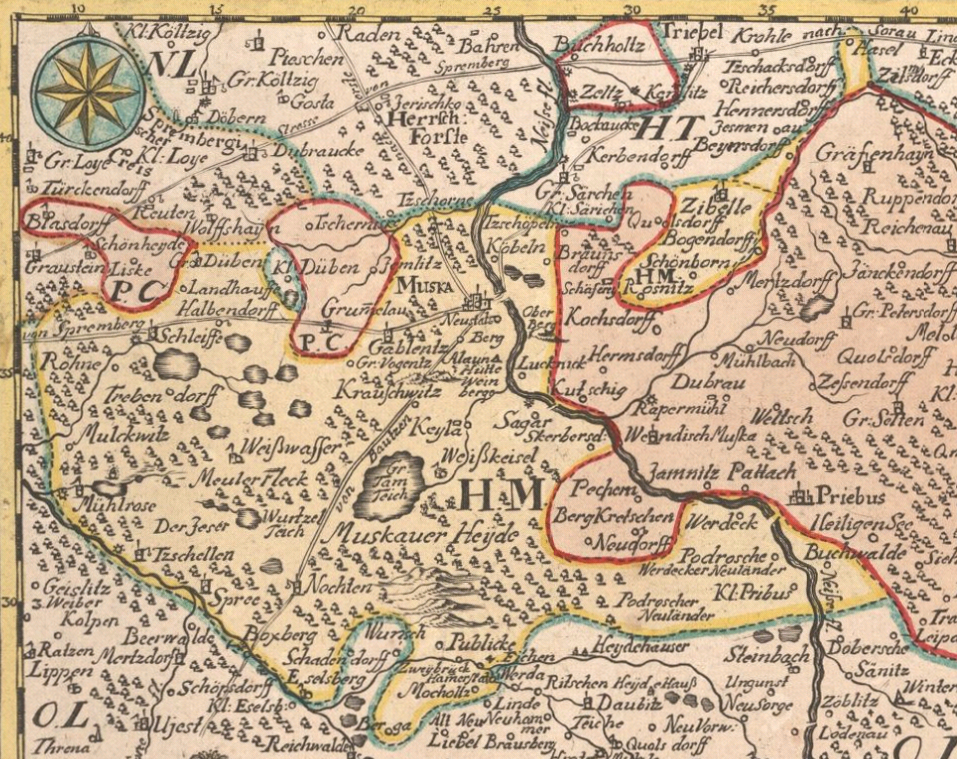
Die Herrschaft Muskau, Ausschnitt aus einer Karte von 1745

Zur Zeit ihrer größten Ausdehnung, im letzten Drittel des 17. Jahrhunderts, umfasste der herrschaftliche Besitz eine Fläche von über 500 Quadratkilometern. Zu ihr gehörten damals neben der Stadt Muskau noch weitere 36 überwiegend sorbische Dörfer, sechs Vasallendörfer, 23 Vorwerke, drei Hammerwerke, 14 Mühlen, zwei Ziegeleien, eine Papiermühle, ein Alaunbergwerk und umfangreiche Teichanlagen. Bis zu neun adlige Vasallen leisteten dem Muskauer Standesherren den Lehnseid. Sie war – gelegen in einer dünn besiedelten Gegend – zur damaligen Zeit größer als so manches deutsche Fürstentum.

## Allgemeines
Ungeachtet der wechselvollen Geschichte der Oberlausitz wussten die Muskauer Herren vom 14. bis in die Mitte des 20. Jahrhunderts ihren Besitzstand und weitestgehend auch die besonderen Vorrechte einer Standesherrschaft zu sichern und zu erweitern. Begünstigt wurde die Entwicklung dadurch, dass die Oberlausitz lange zur böhmischen Krone gehörte, ohne direkt in das Stammland eingegliedert zu sein. Mit ihrem Ständesystem und einer eigenständigen Landesverfassung verfügte die Oberlausitz über Entwicklungsbedingungen, die die Herausbildung von Güterkomplexen mit unterlandesherrschaftlichem Charakter begünstigte. Für Muskau kam noch förderlich die Randlage in der Oberlausitz hinzu. Vor allem die im Laufe der Jahre erworbenen persönlichen und öffentlichen Rechte hoben die Herrschaft Muskau über die den sonstigen Adelssitzen innewohnenden Rechtsqualitäten merklich heraus.
Der Begriff Standesherrschaft wurde zwar erst mit der sächsischen Landesherrschaft nach dem Dreißigjährigen Krieg üblich. Doch Belege aus den Jahren 1390 bis 1410 zeigen, dass es den Herren von Muskau gelang, die für die Standesherrschaften der Oberlausitz so typische wie bedeutsame Hoch- und Blutgerichtsbarkeit schon lange vor dem kaiserlichen Gnadenbrief von 1562, mit dem den Oberlausitzer Ständen die volle Gerichtsbarkeit über ihre Untertanen zukam, zu sichern. Eine Zäsur stellte der Spruch der Leipziger Schöppen vom 5. Oktober 1474 dar. Die Leipziger erkannten einerseits die obergerichtlichen Befugnisse der Muskauer Herren an und andererseits erklärten sie, dass die Biebersteins seit sie Schloss und Muskau von den Penzigs gekauft hatten, die dortigen obergerichtlichen Befugnisse ausübten. Der Schriftwechsel zwischen König Ferdinand und der Biebersteinischen Vasallenfamilie von Briesen in den Jahren 1539 bis 1542 gibt Auskunft über die selbstverständliche Anerkennung des Muskauer Hofgerichts mit allen seinen Funktionen durch den König. Damit wurde den Herren von Muskau der volle Gerichtszwang bestätigt, der sie in ihrer Stellung über andere Herrschaften heraushob und ihre standesherrliche Stellung betonte.
Diese bevorzugte Rechtsstellung ausnutzend, bemühten sich die Biebersteins um eine Lösung aus dem Lehensverband. Ausgehend vom Steuerverweigerungsstreit von 1531 versuchten sie ihre Interessen umzusetzen. Es gelingt ihnen, in diese Auseinandersetzung auch die Standesherrschaften Hoyerswerda und Seidenberg einzubeziehen. Mit dem Rechtsspruch König Ferdinands vom 8. Februar 1544, der als Decisio Ferdinandea publiziert wurde, fanden die Autonomiebestrebungen jedoch ihr Ende. Dieses Urteil bot weiteren verfassungsrechtlichen Emanzipationsbestrebungen der großen Oberlausitzer Herrschaften ein für alle Mal Einhalt.
Die Standesherrschaft Muskau sah in den über 700 Jahren ihrer Existenz viele Besitzer. Sie verdankt einerseits ihre Entstehung und flächenmäßige Größe dem zielbewussten Gütererwerb und der kontinuierlichen Aushöhlung benachbarter Territorien, so der Herrschaft Priebus-Triebel, durch diese. Andererseits verdankt sie ihre Entwicklung dem schöpferischen und erfolgreichen Wirken bestimmter Herrschaftsfamilien gerade in gesellschaftlichen Umbruchszeiten.
Die Familie Penzig widersetzte sich in der Endzeit des Mittelalters erfolgreich den Versuchen der Sechsstadt Görlitz, deren Obergerichtsbarkeit auf das Territorium der Herrschaft auszudehnen. Durch die Biebersteins wurde mit Ullrich V. am Beginn der Neuzeit der Übergang vom ritterlichen Standesherren zum Standesherren mit geordneter Güterverwaltung und kaufmännischem Erwerbssinn vollzogen. Unter den Callenbergs vollzog sich der Übergang zum wirtschaftlichen Unternehmer mit einer Vielzahl von Eigenbetrieben.
Die Reformen des 19. Jahrhunderts unter der Regie Preußens, die das Ende der Gutsherrschaft einleiteten, führten auch in Muskau zur Beseitigung der unterlandesherrlichen Stellung der Standesherren. Jedoch nahmen die Veränderungen, die zur Beseitigung der Dienste für die Bauern führten und die Separationen in der Oberlausitz einen langsameren Fortgang, so dass sie erst in das Ende der Pücklerzeit (1811 bis 1845) und insbesondere in die Zeit der Ausübung der Standesherrschaft durch den Prinzen der Niederlande (1846 bis 1881) fielen.
Während sich beim standesherrschaftlichen Besitz in Oberschlesien der Übergang zum industriellen Großunternehmertum schon frühzeitig vollzog, erfolgte in der Standesherrschaft Muskau während des ersten Reformprozesses vorerst ein Rückzug aus den gewerblichen Tätigkeitsfeldern. Die Standesherrschaft setzte zur Sicherung ihres Besitzes auf die Modernisierung des standesherrschaftlichen Behördenapparates und die Intensivierung der Forstwirtschaft als Quelle des Ertrages. Erst Ende des 19. und in der 1. Hälfte des 20. Jahrhunderts wurde durch die Herrschaftsbesitzer der Familie Arnim der Pücklersche Landschaftspark zunehmend hintangestellt, dafür aber die industrielle Erschließung auf der Grundlage der intensiven Ausnutzung der Rohstoffressourcen vorangetrieben. Es gelang unter geschickter Ausnutzung der verbliebenen rechtlichen Möglichkeiten ein in sich geschlossenes Wirtschaftsunternehmen „Standesherrschaft Muskau“ zu entwickeln, welches sich durch seine Eigendynamik auch in einer strukturschwachen Region entfalten konnte.
Mit der Enteignung der Familie Arnim-Muskau am 11. Juli 1945 zu Gunsten des Kreises Rothenburg hörte die Standesherrschaft Muskau faktisch auf zu bestehen.

## Geografisches Milieu

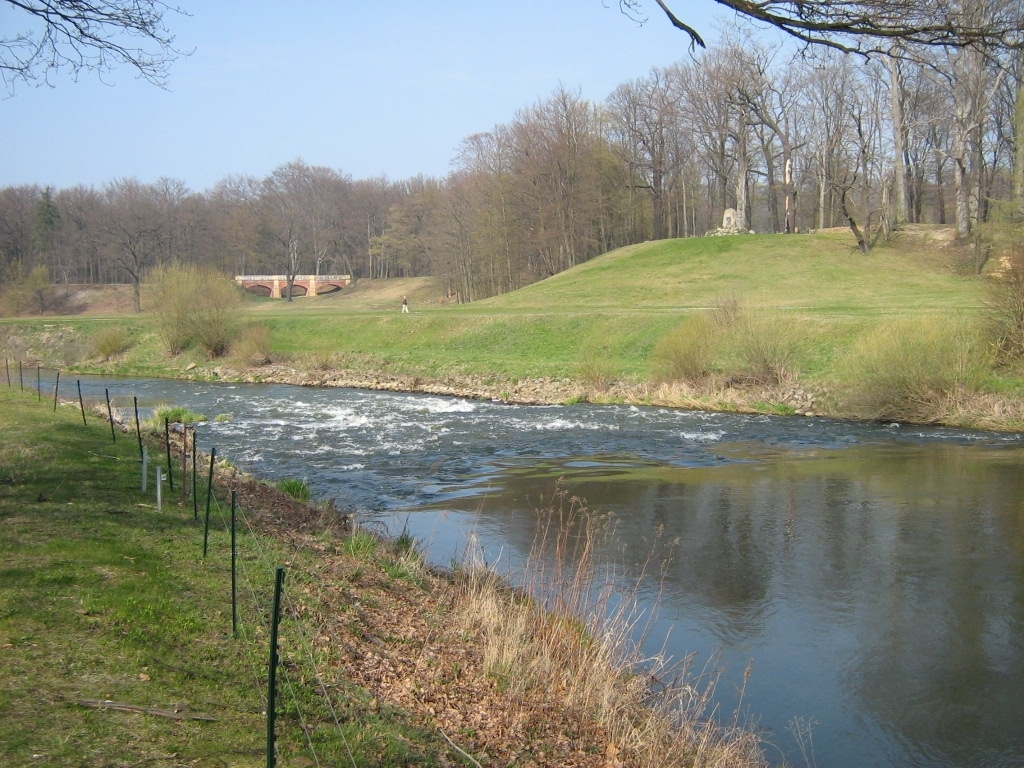
Neiße im Muskauer Park mit den rechtsseitigen Höhenzügen des Neißedurchbruchs durch den Lausitzer Grenzwall, im Hintergrund die Prinzenbrücke und auf einer Anhöhe der Pücklerstein

Das geografische Milieu wird im Wesentlichen durch die von den Eiszeiten geschaffenen Erscheinungen geprägt. Die in das Land von Norden hineinragende Gletscherzunge schuf eine einmalige Landschaft. Als Bestandteil des Lausitzer Grenzwalls bilden die plateauförmigen Erhöhungen die Wasserscheide zwischen Nord- und Ostsee. Siehe auch Muskauer Faltenbogen und Muskauer Heide.
Die Besiedlung vollzog sich in früher Zeit von den Niederungen des Neiße- und Spreetals sowie ihren Seitentälern. Die Quellen urzeitliche Besiedlung sind nur gering ausgewertet. Die ersten Siedler in dem durch die Völkerwanderung leergezogenen Land waren Slawen. Die großen Wald- und Heideflächen südlich von Muskau wurden wegen ihrer geringeren Bodenfruchtbarkeit erst zur Zeit der deutschen Ostexpansion bevölkert. Die geringe Bevölkerungsdichte führte in der Folge wohl auch zu dem einmaligen Nebeneinander von deutscher und sorbischer Bevölkerung in der Standesherrschaft.

## Geschichte

### Anfänge der Herrschaftsbildung
Von den frühen Besitzern der Herrschaft Muskau wissen Urkunden nur wenig zu berichten. Die Anfänge der Muskauer Herrschaft sind offenbar mit der besonderen Verkehrslage der „Niederen Handelsstraße“ und der Nord-Süd-Straße Görlitz–Frankfurt (Oder) verbunden, die sich bei Muskau kreuzten sowie einem Zollplatz an der Furt über die Neiße. So übereignete Markgraf Heinrich der Erlauchte von Meißen 1253 bzw. 1283 der von ihm erworbenen Grenzburg Schiedlo an der Oder die Einnahmen aus dem Zoll von „Muzckow“.
Der erste eindeutige historische Nachweis zur Herrschaft stammt aus dem Lehensbrief Kaiser Karl IV. vom 14. April 1361 in dem die „vesten Muskow“ dem Heinrich von Kittlitz zu Lehen gegeben wird.
In der Zeit der Hussitenkriege stellten die Muskauer 1426 bzw. 1428 Kontingente an Mannen und Pferden zur Entsetzung Laubans und der Stadt Görlitz. 1432 wurde die Stadt Muskau und das umliegende Land selbst Opfer dieses Krieges.

### Die Zeit der Biebersteins
In die Zeit der Biebersteins fielen eine Reihe bedeutender Bau- und administrativer Maßnahmen. Schon 1450 wurde zur Verwaltung des umfangreichen Besitzes ein Amtshauptmann eingesetzt und ihm ein Schreiber an die Seite gegeben. Damit waren die Anfänge der Herrschaftskanzlei gegeben. 1520/30 beginnt der Bau des neuen Schlosses sowie der Bau der Andreaskirche.
Die von Wenzel II. von Bieberstein im September 1452 ausgestellte Stadtrechtsurkunde wurde lange Zeit als Stadtgründungsurkunde angesehen. In ihrem Mittelpunkt steht die Verleihung von Privilegien und Pflichten, wie sie einer Mediatstadt zukommen. Der Standesherr brachte damit zum Ausdruck, dass es sich bei der Stadt Muskau um den Ort seiner Residenz handelt, in der er als Instanz grundherrliche Rechte innehat. Wegen dieser Urkunde ziert noch heute die Biebersteinische Hirschstange das Wappen der Stadt. Um das Jahr 1540 wurde unter der Herrschaft Sigmunds von Bieberstein die Reformation in der Standesherrschaft eingeführt.

### Muskau als erledigtes Lehen
Die Standesherrschaft fiel zweimal als erledigtes Lehen an die Krone von Böhmen zurück, so 1551 unter Ferdinand I. und 1589 unter Rudolf II. In beiden Fällen wurde der Besitz unter Erzielung von Profit wieder veräußert, so 1585 für 38 572 Taler und 1597 für 95 600 Taler. Von großer Bedeutung in diesem Zusammenhang ist die Erstellung der Muskauer Urbare durch die kaiserlichen Beamten aus den Jahren 1552 und 1590/93. Im Urbar von 1552 wird Muskau eindeutig als Herrschaft bezeichnet. Die Urbare verzeichnen Ausmaß, Rechte, Vermögen und Wert der Herrschaft.

### Die Herrschaft Muskau als Erbeigentum

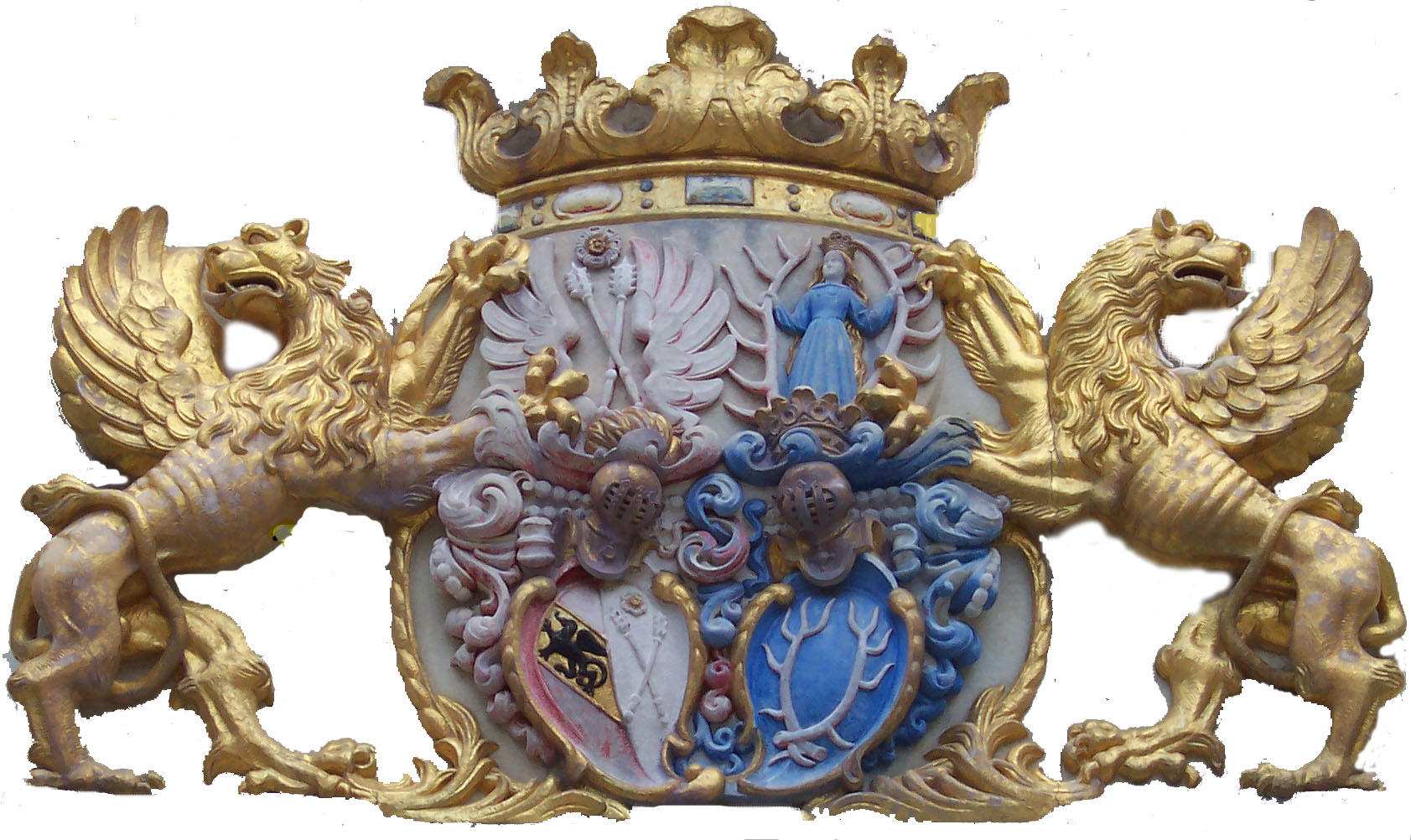
Doppelwappen der Familien von Callenberg und von Dohna am alten Schloss Muskau

Der Verkauf von Muskau an den Burggrafen Wilhelm zu Dohna änderte die Rechts- und Besitzverhältnisse grundlegend. Der Verkauf erfolgte zu Erbe und Eigentum. Im Erblehenbrief Kaiser Rudolfs II vom Mai 1597 wurden die Muskauer Untertanen von der landesherrlichen Erbuntertänigkeit entbunden und in die Erbpflichtigkeit der Standesherrschaft verwiesen. Die neue Rechtssituation bestand aber auch darin, dass Muskau als freies Erbe in weiblicher Folge gesichert werden konnte. 1605 beginnen die Dohnas mit dem Bau einer neuen Kirche. In dieser wurden Gottesdienste in deutscher Sprache für den Hof und die deutschen Bevölkerungsteile abgehalten. Die St. Andreaskirche wird zur Stammkirche der sorbischen Pfarrdörfer.
Die Folgen des Dreißigjährigen Krieges bekam die Bevölkerung um Muskau erst ab dem Jahr 1631 mit dem Eingreifen der Schweden zu spüren. 1633 setzte Wallenstein aus Schlesien kommend an Oder und Neiße über. Im Oktober desselben Jahres bezog er im Schloss Muskau Quartier. Bis in das Jahr 1634 hinein durchstreiften kaiserliche Einheiten die Dörfer der Standesherrschaft. Mit dem Frieden von Prag 1635 kam die Oberlausitz an Sachsen. Der Kaiser behielt die Oberlehensherrlichkeit. Der Kurfürst erhielt die landesherrlichen Rechte. Jedoch rief gerade dieser Frieden die Schweden erneut mit Brandschatzungen auf den Plan. Sie konnten erst 1643 aus der Oberlausitz vertrieben werden. Im selben Jahr brannte das Schloss Muskau nieder. Nach dem Krieg waren ca. 50 % der Gebäude wüst und von den rund 750 Besitzstellen waren nur 390 bewohnt.

### Die Zeit der Callenbergs
Durch die Heirat der Dohnaischen Erbtochter Burggräfin Ursula Catharina im Jahre 1644 kam die Standesherrschaft in den Besitz der Familie Callenberg. In die Zeit Curt Reinicke I. fallen kriegsbedingt vielfältige Bauten wie die Wiederherstellung des Schlosses, der Stadtkirche, aber auch Bauten in den Eigenbetrieben und Vorwerken. Die Herstellung geordneter Verhältnisse nach dem Krieg wird in der Standesherrschaft durch den Erlass einer Polizei-, Kirchen- und Ehestandsordnung, einer Schul-, Schützen- und Marktordnung unterstützt. Durch Ankäufe von Land und Gütern dehnt sich die Herrschaft auf über 500 Quadratkilometer aus. 1648 lässt der 1. Callenberg südlich von Weißwasser ein Jagdhaus errichten.
Auch die Familiennachfolger von Curt Reinicke I. ließen es nicht an Bautätigkeit, der Reformierung der Standesherrschaft und der Entwicklung des geistigen Lebens im Weichbild von Muskau fehlen:
- 1680 Gründung des Muskauer Konsistoriums mit landesherrlicher Genehmigung
- 1700–1785 Abschaffung der Winkelschulen und Umsetzung eines Alphabetisierungsprogramms in den Dörfern der Standesherrschaft mit zehn Schulgründungen, mehreren Schulneubauten und Erweiterungen
- 1685–1781 Neubau von drei Dorfkirchen sowie bedeutende Renovierungen an fünf Kirchen
- 1762 Schaffung einer umfangreichen Schlossbibliothek

Um 1730 umfasste die Herrschaft Stadt und Schloss Muskau (Moßka) sowie 45 Dorfschaften.
Trotz der Anhäufung eines äußerst großen Vermögens blieb die Ertragslage in der Standesherrschaft bis ins 19. Jahrhundert nur schwach. Die Schuldenlast war oft erdrückend. 1782 betrugen die Schulden ca. 340.000 Taler. Das führte u. a. zum Übergang der Standesherrschaft an die Familie Pückler noch zu Lebenszeit des letzten Callenberg und letztlich auch zum Verkauf durch den Fürsten Pückler 1845.

### Die Standesherrschaft in der Pücklerzeit

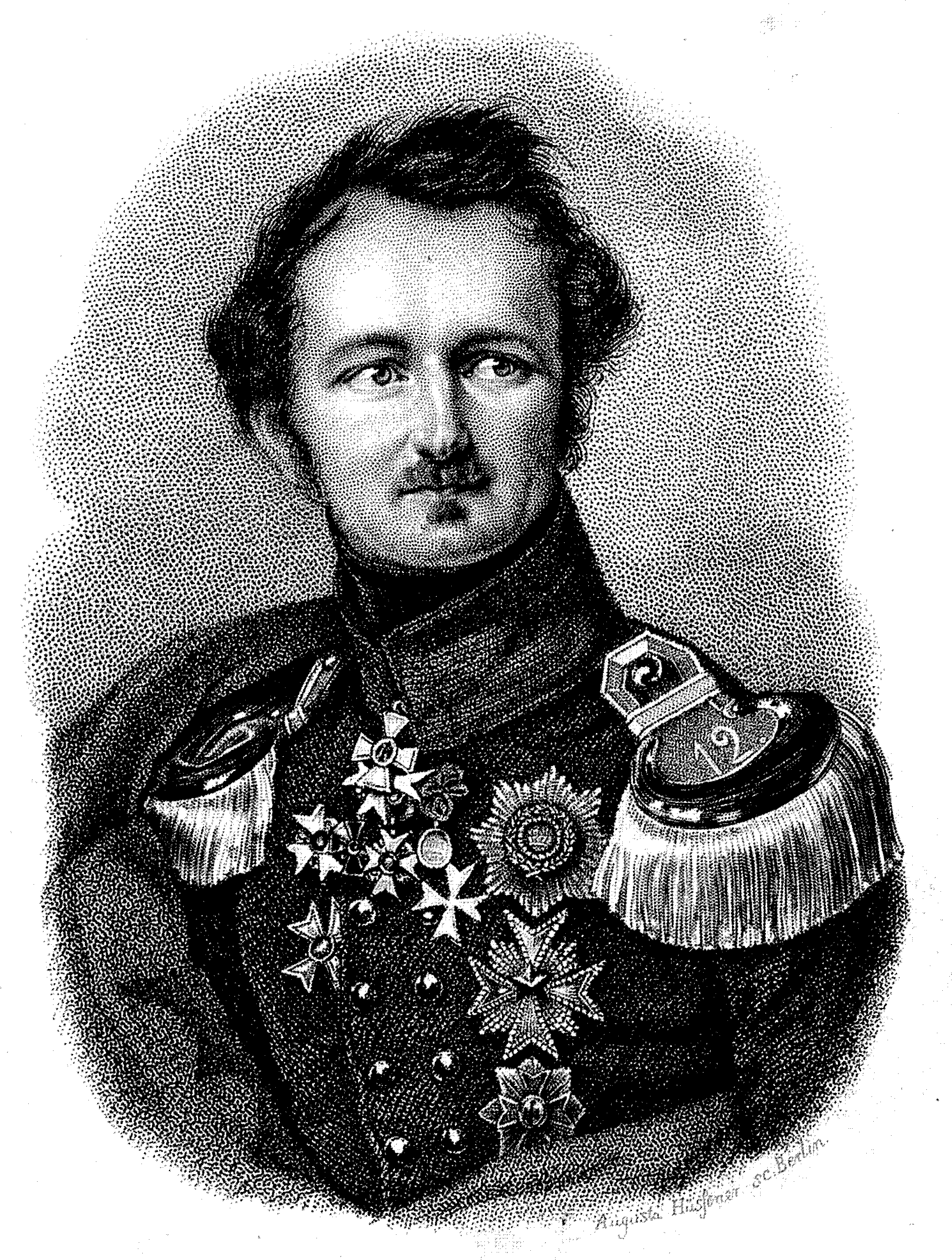
Hermann von Pückler-Muskau
Stahlstich in: Deutsches Taschenbuch auf das Jahr 1837, Berlin 1837

Karte der Standesherrschaft Muskau von 1830

Mit Graf Hermann Ludwig Heinrich von Pückler, ab 1822 Fürst, übernahm 1811 der bekannteste unter den Herrschaftsbesitzern die Standesherrschaft. In seine Zeit fallen vor allem die baulichen und landschaftlich prägenden Umgestaltungen im Schlossbereich der Standesherrschaft. Mit einer Proklamation vom 1. Mai 1815 legte er den Muskauer Bürgern und Untertanen seinen gigantischen Plan zur Parkgestaltung vor. Noch Ende des Jahres war mit dem Abbruch der alten Schlossmauern Baubeginn. Am Ende blieb ein Schuldenberg von 600.000 Talern. Pückler und seiner Frau verblieb von jährlichen Bruttoeinnahmen von über 100.000 Talern aus der Standesherrschaft nach Abzug der Zinsen und Tilgung nur 12.000 Taler verfügbares Einkommen.
Im Ergebnis des Wiener Kongresses verlor Sachsen infolge der Teilung des Königreiches über 50 % seines Territoriums. Die nördliche Oberlausitz kam 1815 an Preußen. Die Standesherrschaft Muskau wurde dem Landkreis Rothenburg im Regierungsbezirk Liegnitz zugeordnet. Mit dem Übergang an Preußen begann für diesen Teil der Oberlausitz der Reformprozess nach preußischen Maßstäben.
Der Standesherr begrüßte einerseits die liberalen Ansätze der Reformen, erkannte aber andererseits auch die wirtschaftlichen Nachteile, die für die Standesherrschaft entstanden. Pückler führte vom ersten Ständetag der preußischen Oberlausitz im April 1822 bis zur endgültigen Ablösung der bäuerlichen Dienste im Jahr 1844 einen ständigen Kampf gegen die preußische Ministerialbürokratie, weil seiner Meinung nach die besonderen ökonomischen Bedingungen der Oberlausitz und insbesondere der Standesherrschaft im Prozess der Reformumsetzung zu wenig berücksichtigt wurden.
Tatsächlich führte die Entschädigung des Herrenstandes für die ihnen abgesprochenen Rechtsprivilegien mit Bodenzuweisungen in der Standesherrschaft zu einer Entreicherung der Bauern und gleichzeitig zur Verschlechterung der wirtschaftlichen Lage des Standesherren. Ihm fehlten schlichtweg, wie auch anderen Rittergutsbesitzern in der Oberlausitz, die finanziellen Mittel für die notwendige Investitionen zur Bewirtschaftung der zusätzlichen Flächen. Die Folge waren Brachlegungen und Vergrößerung der Forstflächen durch den Herrenstand und Viehrückgang bei den Bauern.
Mit der Fürstung für entgangene Ehrenrechte im Jahre 1822 wurde Pückler als Vertreter des ersten Standes anerkannt. Jedoch war mit dem Fürstentitel im Gegensatz zu den schlesischen Standesherrschaften Oels, Trachenberg, Carolath und Pless keine Anerkennung der Standesherrschaft als Fürstentum verbunden.

### Das Wirtschaftsunternehmen Standesherrschaft im industriellen Zeitalter
Entsprechend den Erkenntnissen des Prinzen der Niederlande setzte Traugott Hermann von Arnim-Muskau den Ausgangspunkt der Industrialisierung im Forstbereich der Standesherrschaft an. Er gruppierte in der Forstwirtschaft eine ganze Reihe von spezifischen Unternehmen zur besseren Ausnutzung des Rohstoffes Holz. Dadurch wurde es möglich, den größten Waldbesitz in Brandenburg, zu einer hohen Rentabilität zu führen. Im zweiten Schritt wurde die Unternehmensgruppe zur Ausbeutung der vorhandenen geologischen Rohstoffe Kohle, Tone und Sande geschaffen. Zur Zukunftssicherung des großen Besitzes wählte er dem Zeitgeist entsprechend die Rechtsform Fideikommiss.
Die von Traugott Hermann von Arnim-Muskau begonnene Wirtschaftspolitik wurde von seinen Nachfolgern fortgesetzt. Hermann von Arnim-Muskau beschreibt in seinem Testament vom 27. April 1941 die Standesherrschaft Muskau als Wirtschaftsunternehmen Standesherrschaft. Auch wenn in der Weimarer Republik und im Dritten Reich die rechtlichen Möglichkeiten für Flächenbesitz dieser Größenordnung wesentlich enger wurden, gelang es den Besitzern aus der Familie Arnim-Muskau auch in dieser Zeit durch juristische Winkelzüge und Loyalitätsbezeugung ihr Vermögen bis 1945 vor einer schädigenden Zerstückelung zu bewahren.

## Entwicklung des Besitzstandes
Ursprünglich war die Herrschaft nur auf das Altsiedelland unmittelbar um Muskau beschränkt. Dabei handelt es sich um Dörfer des Muskauer Kirchspiels. Erst die Quellen des Besitzerwerb im 15. Jahrhundert geben genauen Einblick in die Entwicklung der Herrschaft. Sie umfasste im letzten Drittel dieses Jahrhunderts 19 Dörfer sowie Einfluss in weiteren 2 Dörfern und eine Fläche von ca. 40 000 ha. Aus dem Urbar von 1552 geht hervor, dass zur Herrschaft Muskau die Stadt und weitere 25 Zinsdörfer sowie 5 Vasallendörfer gehörten.
Um die Mitte des 16. Jahrhunderts erfolgte durch die Biebersteins der Erwerb des Pannewitzer Güterbesitzes um Mühlrose und damit der Vorstoß der Herrschaft bis an die Spree. Durch die Schoenaichs wurde die Erweiterung in Richtung Süden mit dem Erwerb der Hammersiedlung Mochholz und in Richtung Osten mit der Annexion von Schönborn und Merzdorf vorangetrieben. Die Dohnas setzten die Erwerbspolitik mit dem Kauf der Dörfer Publick und Neudorf sowie dem Rittergut Pechern fort.
Nach dem Dreißigjährigen Krieg führte die schnellere Erholung des Herrenstandes von den Kriegslasten auch in der Oberlausitz zu verstärkten Auskäufen bäuerlicher Wirtschaften. Auch Callenberg I., der 1644 durch Heirat in den Besitz gelangte, war durch den Krieg ein vermögender Mann geworden. Binnen weniger Jahre kaufte er für ca. 60.000 Taler ein Dutzend Rittergüter auf. Bauernlegen im Sinne des widerrechtlichen Einziehens von Bauernland, wie 1560 durch Fabian von Schoenaich in Skerbersdorf, ist für die damalige Zeit in der Standesherrschaft nicht belegt. Der letzte Callenberg übergab 1785 mit seiner Verzichtserklärung an Muskau seiner Tochter neben der Stadt Muskau weitere 51 Dörfer.
Die Erwerbspolitik unter den Vertretern der Familie von Arnim galt entsprechend den Zeichen der Zeit und der Rechtslage weniger dem Landzuwachs als vielmehr dem industriellen Kapitalerwerb. Schwerpunkte bildeten die Übernahme ehemals verpachteter Kohlengruben, die Einführung neuer Produktionsmethoden zur Erhöhung des Ausnutzungsgrades des Rohstoffes Holz, der Kauf und der Aufbau neuer Betriebe. In deren Folge konnte der 1883 für 6,6 Millionen Mark gekauften Standesherrschaft im Jahre 1918/19 ein geschätzter steuerbilanzieller Wert von 12,46 Millionen Mark zugeordnet werden. Für das Jahr 1942 ermittelten die Finanzbehörden in der Steuerbilanz einen Wert von 15,7 Millionen Reichsmark. Letzte konkrete Daten zum Gesamtumfang der Begüterungen um Muskau weist das 1937 letztmals amtlich publizierte Güter-Adressbuch Schlesien aus.

## Rechtsverhältnisse

### Privilegien der Muskauer Standesherren

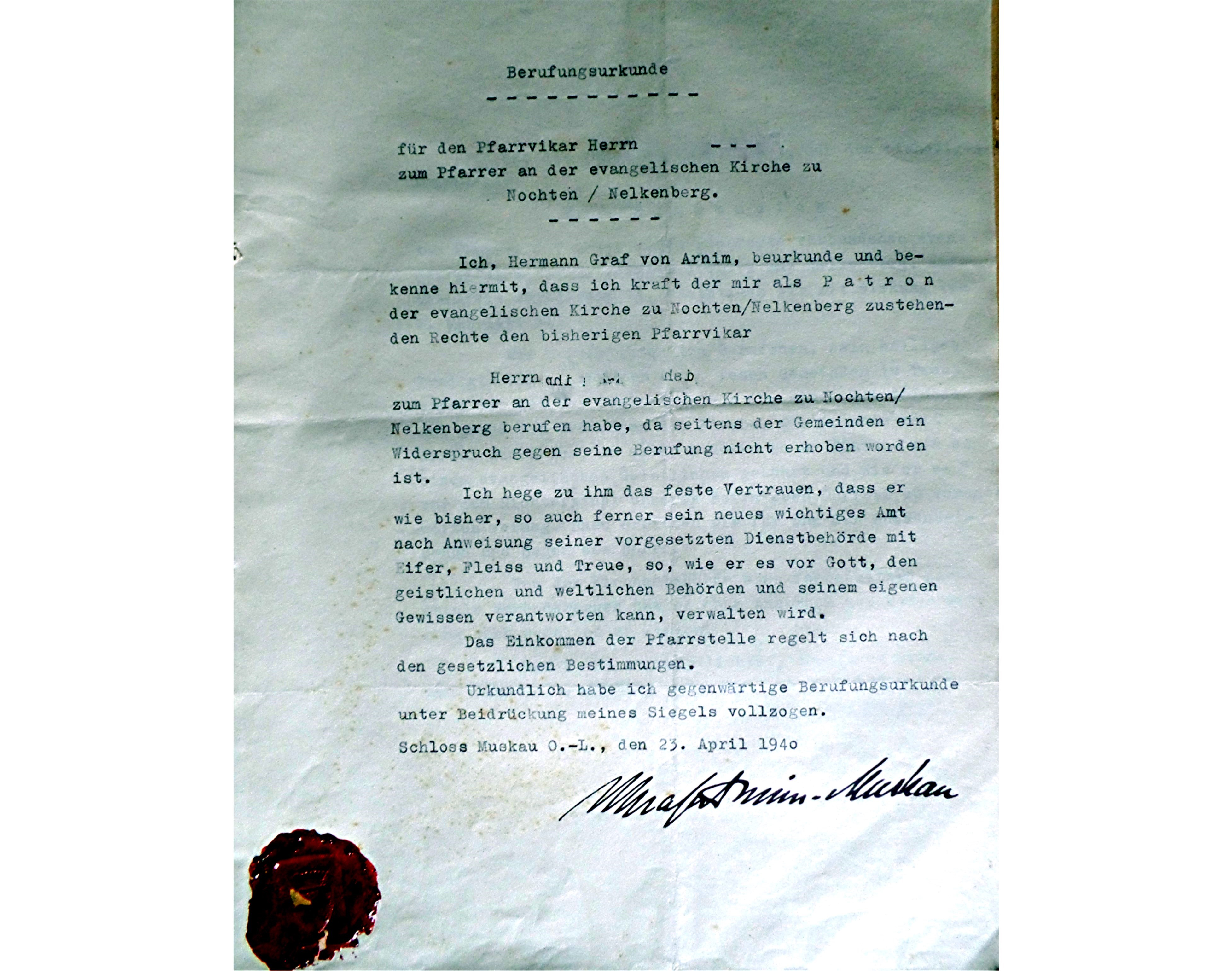
Berufung eines Pfarrers in Nochten gemäß Kirchenpatronatsrecht im Jahr 1940

Von großer Bedeutung für die Muskauer Herrschaft und ihre späterhin privilegierte Stellung als Standesherrschaft war die Einräumung eines den beiden Ämtern Bautzen und Görlitz gleichgestelltes Hofgericht. Gegen Urteile des Muskauer Hofgerichts konnte nur vor dem Oberamt appelliert werden. Die Privilegien und Rechte, die den Herren von Muskau in den verschiedensten Urkunden und Lehensbriefen bestätigt wurden, stellen einen fast vollständigen Katalog feudaler Verfassungsrechte dar.
- Hoch- und Niedergerichtsbarkeit, Hofgericht und eigener privilegierter Gerichtsstand vor dem Landesgericht
- Lehnsherrschaft und volle Gerichtsbarkeit über adlige Vasallen
- Schlossgerechtigkeit
- Unmittelbare Belehnung aus der Hand des Landesherren, Schriftsässigkeit
- Landstandschaft und persönliche Ehrenrechte
- Kanzleigerechtigkeit
- Kirchen- und Schulpatronat, Konsistorialgerechtigkeit
- Oberigkeitliche Rechte über eine Mediatstadt und statutorische Autonomie
- Patrimonialgerichtsbarkeit und Erbuntertänigkeit sämtlicher Untertanen
- Grundherrschaftlichkeit und weitere Gerichtsbarkeiten wirtschaftlich-finanzieller Natur wie Braurecht, Marktgerechtigkeit, Bergswerksregal, Salzmonopol, Zollregal, Forstbann, Jagdgerechtigkeit, Fischereirecht[44]

### Landstandschaft
Die Oberlausitzer Stände gliederten sich im Gegensatz zum übrigen Deutschland seither nur in zwei Kurien. Die Landsassen wurde durch die Standesherren, die Geistlichkeit und die Ritterschaft gestellt, die andere, die Städtekurie, durch die sechs landesherrlichen Städte. Jeder Stand hatte nur eine Stimme. An der Spitze des adligen Landstandes standen vom ausgehenden 16. Jahrhundert bis zum Ende der kursächsischen Zeit die Muskauer Standesherren. Das kommt in dem zwischen der Standesherrschaft Königsbrück und Muskau seit Callenberg I. geführten Präzedenzstreit zum Ausdruck. Dieser wurde schließlich 1686 durch Kabinettsbefehl zu Gunsten Muskaus entschieden. In den Landtagsprotokollen folgten von da ab immer unmittelbar auf den Landvogt die Muskauer und dann erst die anderen Standesherren.
Auch auf den gesonderten Landtagen der Ostoberlausitz, des einstigen Fürstentums Görlitz, standen an der Spitze der adligen Standespersonen die Muskauer Standesherren.
Eine Änderung dieses Status trat erst nach 1815 unter preußischer Landesherrschaft ein. Die Standesherrschaft Muskau verlor mit den Gesetzen über die Provinzialstände von 1823/24 die Landstandschaft. Einen Ersatz schufen sich die zurückgesetzten Oberlausitzer Herren mit der Kommunallandschaft mit Sitz in Görlitz. In dieser stand der Muskauer Standesherr wie seit alters her an der Spitze des ersten Standes.

## Das Muskauer Schloss – Sitz der Standesherrschaft
Eine der wesentlichsten Qualitäten einer Herrschaft und insbesondere der Standesherrschaften stellte von jeher der Ort dar, von dem die Herrengewalt ausgeübt wurde. Für die Standesherrschaft Muskau war das im 13. und 14. Jahrhundert mit der Feste Muskau verbunden. Dabei handelt es sich um eine zur Sicherung zweier Handelsstraßen und damit für die Erweiterung der deutschen Ostherrschaft errichtete Wasserburg in unmittelbarer Nähe des Flussübergangs an der Neiße.

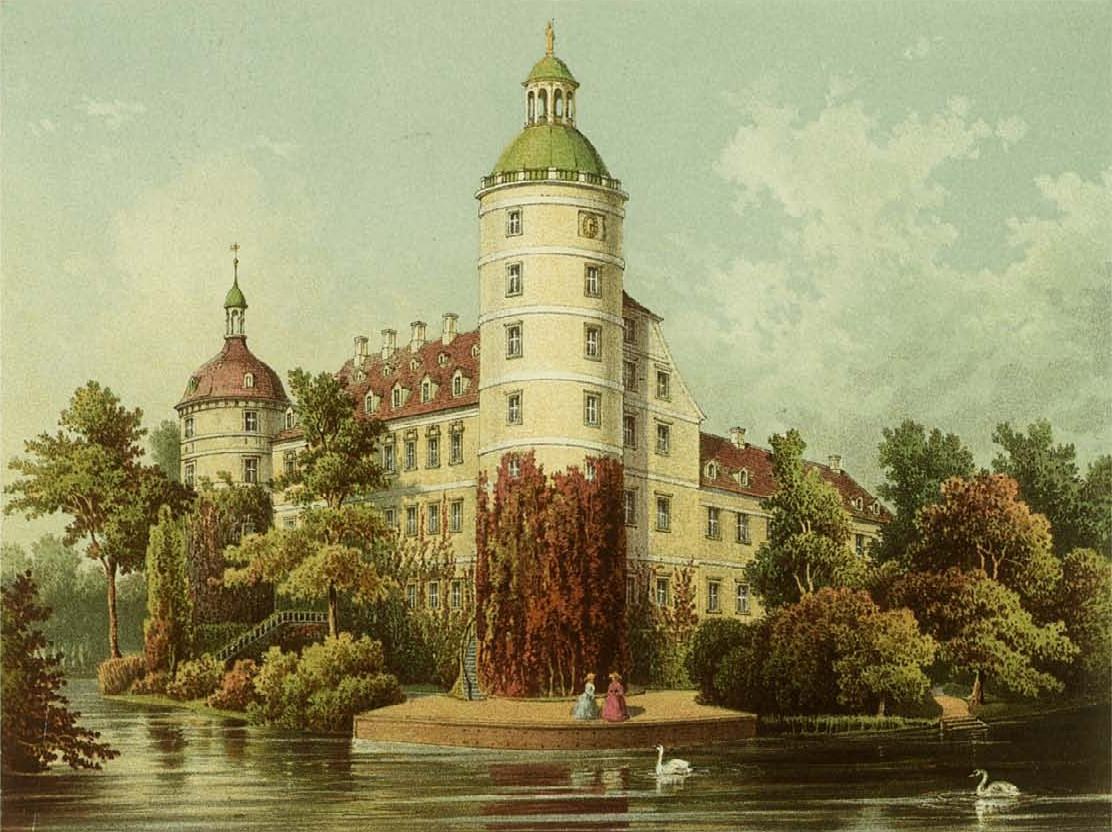
Schloss Muskau um 1862/63 nach einer Aufnahme von August Friedrich Wilhelm Nothnagel, Sammlung Alexander Duncker

Dieser befestigte Ort war nach mehreren Erweiterungen bis in die frühe Neuzeit Wohnsitz und Repräsentationsort der adligen Herrschaft, aber auch Gerichtssitz und Verwaltungsort der Herrschaftsbetriebe. Damit kommt dem Schloss Muskau jene Qualität zu, die es schon frühzeitig als Residenz charakterisierte und sich dadurch von den Bauten ritterlicher Hofanlagen unterscheidet. Auch wenn in späteren Jahrhunderten wegen gewachsener Ansprüche und Aufgaben eine räumliche Trennung der Funktionalbereiche erfolgte, blieb diese für eine herrschaftliche Schlossanlage typische Einheit bis ins 19. Jahrhundert erhalten. Erst nach der vollen Durchsetzung der Preußischen Reformen und mit der notwendigen Umgestaltung der Standesherrschaft im Zuge der Durchsetzung der Erfordernisse der industriellen Revolution, veränderte sich der Charakter des Muskauer Schlosses, indem es zunehmend nur noch die Funktion als Wohnsitz der Standesherren ausübte.

## Besitzer und Standesherren zu Muskau
- ab 1253 Markgraf Heinrich der Erlauchte von Meißen (Besitzer des Muskauer Zolls)
- 1309–1316 Markgraf Johann V. und Markgraf Waldemar von Brandenburg
- bis 1361 Bodo IV. von Ileburg (Eilenburg) auf Calau, Drebkau, Forst, Liebenwerda etc., auch Botho von Eilenburg gen.[48]
- 1361–1364 Heinrich von Kittlitz[49] auf Baruth
- 1366–1396 Hans I. (Johann) von Penzig auf Penzig
- 1398–1436 Hans III. von Penzig
- 1437–1444 Christoph von Penzig gemeinsam mit seinem Bruder Nickel von Penzig
- bis 1447 Nickel von Gersdorf auf Lohsa
- 1447–1464 Wenzel von Bieberstein auf Sorau, Beeskow und Storkow
- 1465–1490 Johann V. von Bieberstein auf Sorau, Triebel, Beeskow und Storkow
- 1492–1519 Ullrich V. von Bieberstein auf Friedland, Sorau, Beeskow und Storkow
- 1519–1545 Sigmund von Bieberstein
- 1545–1549 Gebrüder Hieronymus und Christoph von Bieberstein auf Friedland, Sorau etc.
- 1549–1550 Gebrüder Johann VI. und Christoph von Bieberstein auf Friedland, Sorau etc.
- 1550–1551 Christoph von Bieberstein auf Friedland, Sorau etc.
- 1551–1558 Ferdinand I., König von Böhmen
- 1558–1573 Fabian von Schoenaich, Herr auf Beuthen, Carolath, Parchwitz etc.
- 1573–1587 Hans von Schoenaich auf Herzogswalde und Sprottau etc.
- 1587–1589 Fabian von Schoenaich, Herr auf Beuthen, Carolath, Parchwitz etc.
- 1589–1597 Rudolf II. König von Böhmen
- 1597–1606 Wilhelm Burggraf zu Dohna
- 1606–1625 Carl Christoph Burggraf zu Dohna (bis 1613 unter Vormundschaft)
- 1625–1644 Ursula Katharina Burggräfin zu Dohna (bis 1644 unter Vormundschaft)
- 1644–1672 Kurt Reinicke von Callenberg, 1651 Freiherr, 1671 Reichsgraf
- 1672–1709 Kurt Reinicke II. Reichsgraf von Callenberg
- 1709–1774 Johann Alexander Reichsgraf von Callenberg (bis 1714 unter Vormundschaft)
- 1774–1785 Georg Alexander Heinrich Herrmann von Callenberg
- 1785–1798 Clementine Cunigunde Charlotte Olympia Louise Reichsgräfin von Callenberg[50]
- 1798–1811 Ludwig Carl Hans Erdmann Reichsgraf von Pückler, Erbherr auf Branitz
- 1811–1845 Hermann Ludwig Heinrich Graf Pückler, 1822 Fürst
- 1845–1846 Graf von Nostitz und Grafen von Hatzfeld
- 1846–1881 Prinz Friedrich der Niederlande
- 1881–1883 Marie Fürstin zu Wied, geb. Prinzessin der Niederlande, auf Neuwied
- 1883–1919 Traugott Hermann Graf von Arnim-Muskau
- 1919–1931 Adolf Graf von Arnim
- 1931–1945 Hermann Graf von Arnim-Muskau[51]

### Genealogie
- Albert Hirtz, Julius Helbig: Urkundliche Beiträge zur Geschichte der edlen Herren von Biberstein und ihrer Güter. Aus dem handschriftlichen Nachlaß des Generalmajors Paul Rogalla von Bieberstein mitgeteilt von Albert Hirtz. Bearbeitet, erläutert und um einen Regesten-Nachtrag vermehrt von Julius Helbig. Selbstverlag des Vereines für Heimatkunde des Jeschken-Isergaues, Reichenberg 1911.
- Walter von Boetticher: Geschichte des Oberlausitzischen Adels und seiner Güter 1635–1815. Görlitz 1912–1923.  (Digitalisat)
- Gothaisches Genealogisches Taschenbuch der Gräflichen Häuser 1942, A. Zugleich Adelsmatrikel der Deutschen Adelsgenossenschaft, Jg. 115, Justus Perthes, Gotha 1941, S. 24–25. Digitalisat
- Hans Friedrich von Ehrenkrook, Friedrich Wilhelm Euler: Genealogisches Handbuch der Gräflichen Häuser, A, Band II, Band 10 der Gesamtreihe GHdA, C. A. Starke, Glücksburg/Ostsee 1955, S. 20–21. ISSN 0435-2408
- Jasper v. Arnim, Jochen v. Arnim, Gerd-H. Zuchold  u. a.: Das Geschlecht von Arnim. IV, Chronik der Familie im neunzehnten und zwanzigsten Jahrhundert. Hrsg. Vorstand des Familienverbandes, In: Deutsches Familienarchiv, Band 137, Degener & Co., Neustadt a. d. Aisch 2002, S. 475–481, ISBN 3-7686-5178-9.